# Abacopteris triphylla
Abacopteris triphylla là một loài thực vật có mạch trong họ Thelypteridaceae. Loài này được (Sw.) Ching mô tả khoa học đầu tiên năm 1938.